# Real (Einheit)
Real war eine französische  Volumeneinheit und eine Flächeneinheit auf den Philippinen.

## Volumeneinheit
Der Real, auch Réal oder Resal, war ein französisches Volumen- und Getreidemaß. Es war im Herzogtum Lothringen mit Nancy als Hauptstadt verbreitet und gehörte zu den älteren Maßen. Boisseau (alt) wurde mit etwa 13 Litern gerechnet.
- 1 Real/Réal/Resal = 4 Cartes = 9660 Pariser Kubikzoll = 191,62 Liter (≈ 15 Scheffel/Boisseaux)
- 1 Carte = 2 Imal[1]

## Flächeneinheit
Real war eine Flächeneinheit in der Provinz Sorsogon auf den Philippinen.
- 1 Real = 1 Sicapaton = 1746,875 Quadratmeter
- 2 Reales = 1 Bintingnon = 3493,75 Quadratmeter
- 3 Reales = Telobintingnon = 5240,625 Quadratmeter
- 4 Reales = ½ Pisoson = 1 Salapion = 6987,5 Quadratmeter
- 5 Reales = 1 Limang-sicapaton = 8734,375 Quadratmeter
- 6 Reales = 1 Pitong-sicapaton = 10.481,25 Quadratmeter
- 8 Reales = 1 Pisoson = 1 Hektar plus 39,75 Ar = 5000 Quadrat-Brazas (= 2 Socol) = 13.975 Quadratmeter

In der Provinz Ambos Camarines (Camarines Norte und Camarines Sur) waren 2 ½ Quadrat-Bazas = 1 Socol = 6987,2 Quadratmeter (4 Reales).